# Jan Zajíc
Jan Zajíc (n. 3 iulie 1950, Vítkov – d. 25 februarie 1969) a fost un student ceh care s-a sinucis prin incendiere ca formă de protest politic. Studia la un colegiu tehnic specializat în căi ferate, dar a fost de asemena interesat de poezie și umanitate.
A fost student la Střední průmyslová škola železniční în Šumperk.
În 1969 a luat parte la greva foamei și ceremonia de comemorare a lui Jan Palach lângă statuia sfântului Wenceslas din Praga.
1. ↑  Jan Zajíc, MAK
2. 1 2 3  The Fine Art Archive, accesat în 1 aprilie 2021
3. 1 2 3 4  Czech National Authority Database, accesat în 23 noiembrie 2019
4. ↑   (PDF) http://www.masarykovohnuti.cz/userdata/cas/cas111.pdf, accesat în 4 aprilie 2021 Lipsește sau este vid: |title= (ajutor)